# 해럴드 핀터

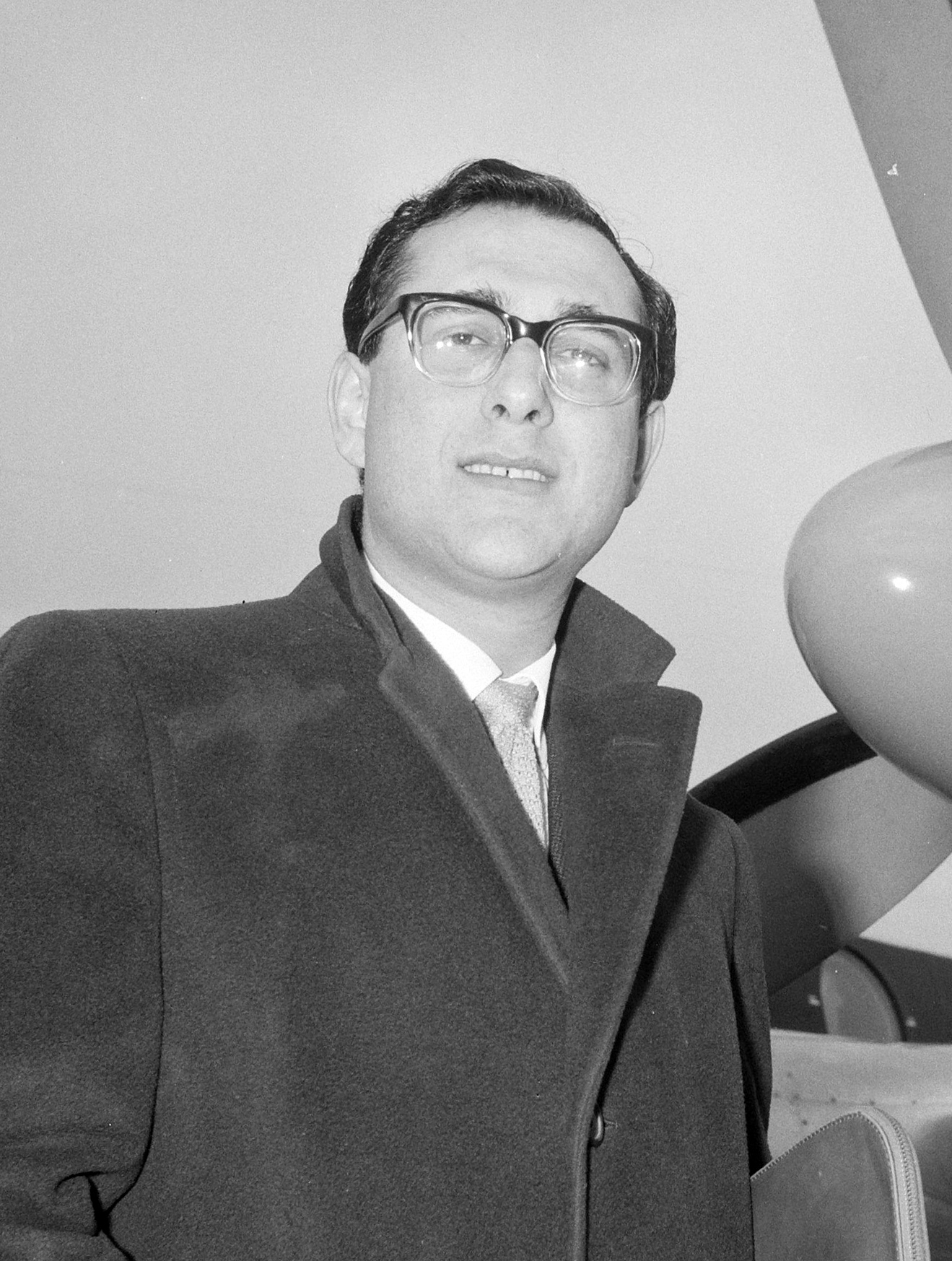
Harold Pinter (1962)

해럴드 핀터(영어: Harold Pinter, CH, CBE, 1930년 10월 10일 ~ 2008년 12월 24일)는 영국의 극작가로, 사뮈엘 베케트와 비견되며 부조리 연극의 대표적인 작가로 꼽힌다. 극작가 뿐 아니라 배우와 연출가로도 활동했다.

## 생애
1930년 런던 동부 해크니(Hackney)에서 유대인 재단사의 아들로 태어났다.
왕립연극학교(RADA)에 입학하나 곧 그만두고 센트럴 연극학교(Royal Central School of Speech & Drama)에서 배우 훈련을 받고 아뉴 맥매스터 극단(Anew McMaster repertory company)에 합류했다. 배우로 활동하는 동안 그는 '데이비드 배런(David Baron)'이라는 예명을 사용했다.
그는 1957년 첫 작품인 희곡 《방》(The Room)을 발표했다. 1960년에는 《관리인》(The Caretaker)이 크게 히트하여 세계적인 작가로서의 지위를 굳혔다. 그 밖의 작품으로 《귀향》(The Homecoming, 1964), 《풍경》(Landscape, 1967), 《침묵》(Silence, 1968) 등이 있다.
해럴드 핀터는 2002년에 식도암 진단을 받은 뒤 건강이 악화하면서 2005년 노벨 문학상 시상식에도 참석하지 못했고, 수년 간의 투병생활 끝에 2008년 12월 24일 세상을 떠났다.

## 희곡 작품
1957년부터 극작을 시작하여 단막극 《방》(The Room, 1957), 《요리운반용 엘리베이터》(The Dumb Waiter, 1957)와 최초의 장막극 《생일잔치》(The Birthday Party, 1957)를 연속 발표했다. 이들은 흥행에 실패했으나 《관리인》(The Caretaker, 1960)으로 핀터는 장기공연에 성공하고 극작가로서의 지위를 확립했다.
핀터의 작품은 그 이전의 연극들과 다른 모습을 보여 처음에는 관객과 비평가들로부터 이해받지 못했다. 그의 연극은 한마디로 연극의 본질에 대한 끊임없는 탐구라 할 수 있다. 그의 초기 작품들은 흔히 '위협의 희극'이라 불린다. 핀터 연극의 기본적인 상황은 외부로부터 차단된 방이라는 안전한 공간이 언제나 예고도 없이 외부의 파괴적인 힘의 침입을 받는 위협과 공포에 노출되어 있다는 것이다. 그런데 이러한 기본적 상황이 관객에게 미치는 정신적·심리적 효과는 핀터의 연극에서는 상황 그 자체에서 오는 것이 아니라 인물들의 신원과 행동의 동기가 전혀 설명되어 있지 않고 인물들이 나누는 대화가 전혀 일상적인 논리성을 지니지 않고 있다는 데서 온다. 따라서 그의 연극은 논리적인 인과관계나 인물의 성격을 분석하는 등 이전의 연구 방법론으로는 온전히 이해될 수 없었다.
핀터는 연극을 통해서 진리를 찾아내려고 하지 않는다. 그는 연극의 존재 이유는 시나 음악과 마찬가지로 연극 자체 속에 있는 것이기 때문에 설명할 수 없는 그 무엇을 설명하려 하는 것이 아니라 그것을 직접 체험케 하려고 한다. 그러나 60년대 후반에 들어서면서 그의 경향은 급격한 변화를 일으켜 종래의 폐쇄된 방을 헐고 인물들의 심층(心層)을 성(性)과 시간의 프리즘으로 탐사하고 있는데 《귀향》, 《풍경》, 《침묵》, 《과거》(Old Times, 1970), 《무인지대》(No Man's Land, 1974)가 그것이다. 그 밖에 《미열》(A Slight Ache, 1958), 《지하실》(The Basement, 1966) 등이 있으며 핀터의 작품들은 라디오, 텔레비전, 영화 등의 다양한 매체에서 활용됐다.

## 상훈
- 1966년 대영 제국 훈장 3등급(CBE)[2]
- 1967년 제21회 토니상 최우수연극상
- 1970년 셰익스피어상(Shakespeare Prize)
- 1973년 오스트리아 유럽문학상(Austrian State Prize for European Literature)
- 1980년 피란델로상(Pirandello Prize)
- 1995년 데이비드 코언 문학상(David Cohen Prize)
- 1996년 로런스 올리비에상 특별상
- 2002년 컴패니언 오브 아너(Order of the Companions of Honour; CH)[3]
- 2005년 프란츠 카프카 문학상
- 2005년 노벨 문학상
- 2007년 프랑스 레지옹 도뇌르 훈장 슈발리에

해럴드 핀터는 그 밖에 브라운 대학교, 소피아 대학교, 토리노 대학교 등 세계 여러 대학교에서 명예 박사학위를 받았으며 런던 퀸 메리 대학교(Queen Mary University of London)의 명예교수로 재직하기도 하였다.
바르셀로나와 더블린에서는 그의 이름으로 축제가 열렸고, 미국 탬파 대학교(University of Tampa)에서는 매년 《The Pinter Review》가 출판되고 있기도 하다.

## 참고 문헌